# Мануэль Пабло
Мануэль Пабло Гарсия Диас (исп. Manuel Pablo García Díaz; род. 25 января 1976[…], Арукас, Канарские острова) — испанский футболист, защитник.

## Клубная карьера
Во взрослом футболе дебютировал в 1996 году выступлением за «Лас-Пальмас», в котором провел два сезона, приняв участие в 56 матчах чемпионата. Большинство времени, проведенного в составе «Лас-Пальмас», был основным игроком защиты команды.
В состав клуба «Депортиво Ла-Корунья» присоединился летом 1998 года вместе с одноклубником Хосе Оскаром Флоресом. В составе новой команды Пабло дебютировал в еврокубках, стал чемпионом Испании, а также обладателем Кубка и дважды Суперкубка страны. В настоящее время успел сыграть за клуб Ла-Корунье 375 матчей в национальном чемпионате. 17 июня 2015 года продлил контракт с командой ещё на год.

## Выступления за сборную
16 августа 2000 года дебютировал в официальных матчах в составе национальной сборной Испании в товарищеском матче против сборной Германии, который завершился поражением «красной фурии» со счетом 1:4. В дальнейшем к 2004 году нерегулярно вызывался в сборную, проведя 13 матчей всего в главной команде страны.
Из-за травмы пропустил чемпионат мира 2002 года.

## Достижения
- Чемпион Испании: 1999/00
- Обладатель Суперкубка Испании (2): 2000, 2002
- Обладатель Кубка Испании: 2001/02